# Carl De Geer (1860–1947)
Carl Fredrik De Geer, född den 24 november 1860 i Genève, död där den 4 april 1947, var en svensk friherre, militär och diplomat. Han var far till överceremonimästare Louis De Geer.
De Geer blev student i Genève 1879. Han var underlöjtnant vid Svea livgarde 1882–1887 och i regementets reserv från 1889. De Geer blev svensk-norsk generalkonsul i Genève 1888. Han var vitter författare på franska språket. Bland De Geers skrifter bör nämnas Nouvelles suédoises (1888), Les filles d'Aegir (1889) och Au pays de Miréio (1900). Han blev riddare av Vasaorden 1899 och av Nordstjärneorden 1907 samt kommendör av andra klassen av Vasaorden 1920.